# Petershausen
Petershausen est une commune de Bavière (Allemagne), située dans l'arrondissement de Dachau, dans le district de Haute-Bavière.
Depuis 1968 elle est jumelée avec la commune française de Varennes-en-Argonne (Meuse).